# Chrast (Dolní Krupá)
Chrast (německy Chrast) je malá vesnice, část obce Dolní Krupá v okrese Havlíčkův Brod. Nachází se asi 2 km na jih od Dolní Krupé. V roce 2009 zde bylo evidováno 24 adres. V roce 2001 zde žilo 24 obyvatel.
Chrast leží v katastrálním území Dolní Krupá u Havlíčkova Brodu o výměře 7,92 km2.
Vesnici těsně míjí železniční trať 238, ale vlak zde nestaví, nejbližší zastávka je v Břevnici. Autobusová zastávka je na asi půl kilometru vzdálené křižovatce s hlavní silnicí 344.
Vesnicí protéká Krupský potok, který se zde vlévá do Břevnického potoka.
U polní cesty do Dolní Krupé stojí Chrastecká kaple.